# 万華鏡

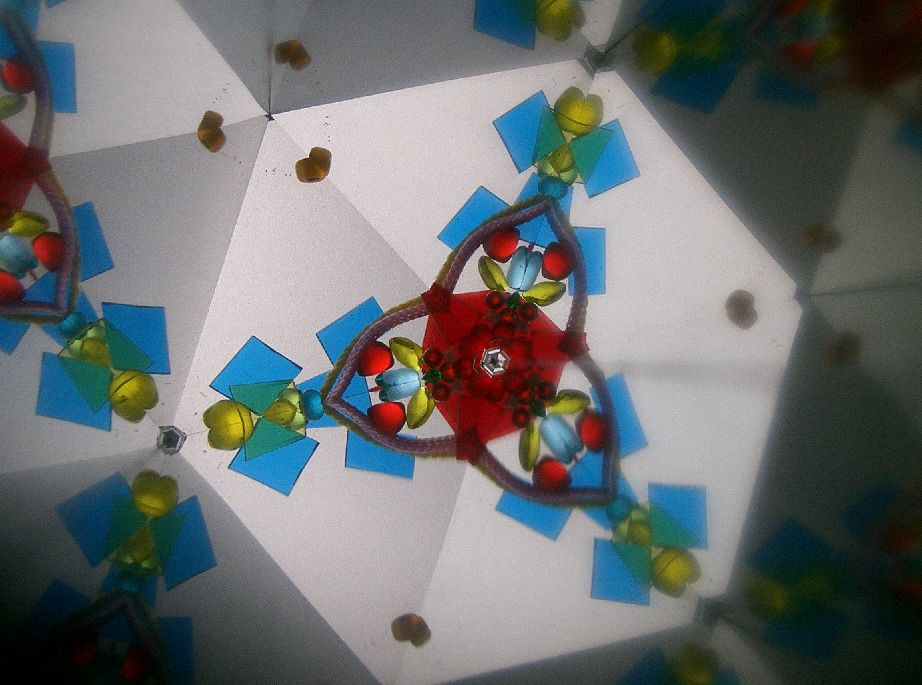
万華鏡（内部）

万華鏡（まんげきょう）は、2枚以上の鏡を組み合わせてオブジェクトと呼ばれる内部に封入または先端に取り付けた対象物の映像を鑑賞する筒状の多面鏡。同義の英単語をカタカナ表記して、カレイドスコープ (kaleidoscope) ともいう。かつては万華鏡（）、百色眼鏡（）、錦眼鏡（）とも呼ばれた。

## 概要
観察者は筒の一端からのぞき込み、他端からは光が入り鏡で反射する。鏡を45度の角度に交差させると8個、60度では6個、90度では4個の1回の反射による鏡像が見られる。筒を回転すると着色された物体が移動し、さまざまな色や模様を見ることができる。鏡の対称性により美しい図形が見られる。2枚の鏡でできたものは背景から独立したパターンとなるが、閉じた三角形の鏡でできたものは視界の全体がパターンとなる。

## 歴史
ディヴィッド・ブリュースターが偏光の実験の途中で発明し、1817年に特許を取得した。初期のデザインは、一端に一組の鏡を置いた筒からできており、他端には半透明の円盤、その間にビーズを置いたものである。初期には科学における道具として発明されたものが、玩具として急速に複製された。日本には江戸時代の文化文政時代の1819年には既に輸入され、「紅毛渡り更紗眼鏡」などと呼ばれて大阪ではその偽物が出回るほどの人気を博した。
埼玉県川口市には個人が運営する「日本万華鏡博物館」がある。また、北海道小樽市の「オタルカン」では世界最大規模のカレイドスコープギャラリーがある。

## 構造と種類

### 鏡
万華鏡の内部映像は鏡によって作られ、その枚数や組み方のシステムをミラーシステムという。

### オブジェクト
万華鏡の内部に封入または先端に取り付けた見る対象物をオブジェクトという。オブジェクトにはオブジェクト専用のケース（オブジェクトケース）に封入しているものとボディに直接取り付けているものがある。
オブジェクトケースを使用しているものには、オブジェクトケースが本体（ボディ）に固定されているケース固定式とオブジェクトケースだけ回転できるケース回転式がある。また、オブジェクトケースへのオイルの封入の有無によりオイルタイプとドライタイプに分けられる。
ボディに直接取り付けている万華鏡には円盤状にオブジェクトを取り付けたホイールタイプや先端に円筒状のオブジェクトを取り付けたシリンダータイプがある。

### ボディ
万華鏡の外装でミラーシステムを収める箱の部分。

## ギャラリー

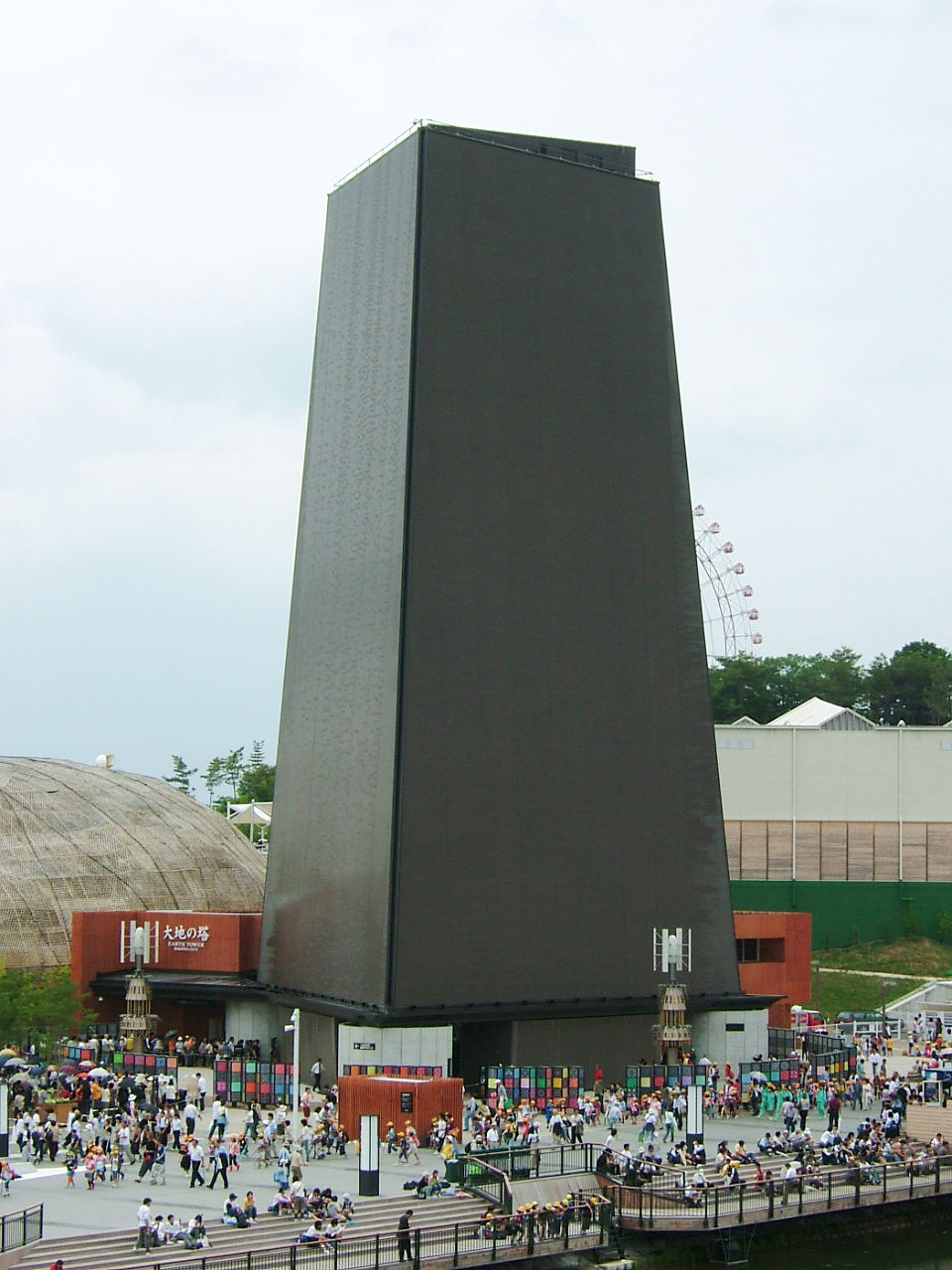
世界最大の万華鏡「大地の塔」
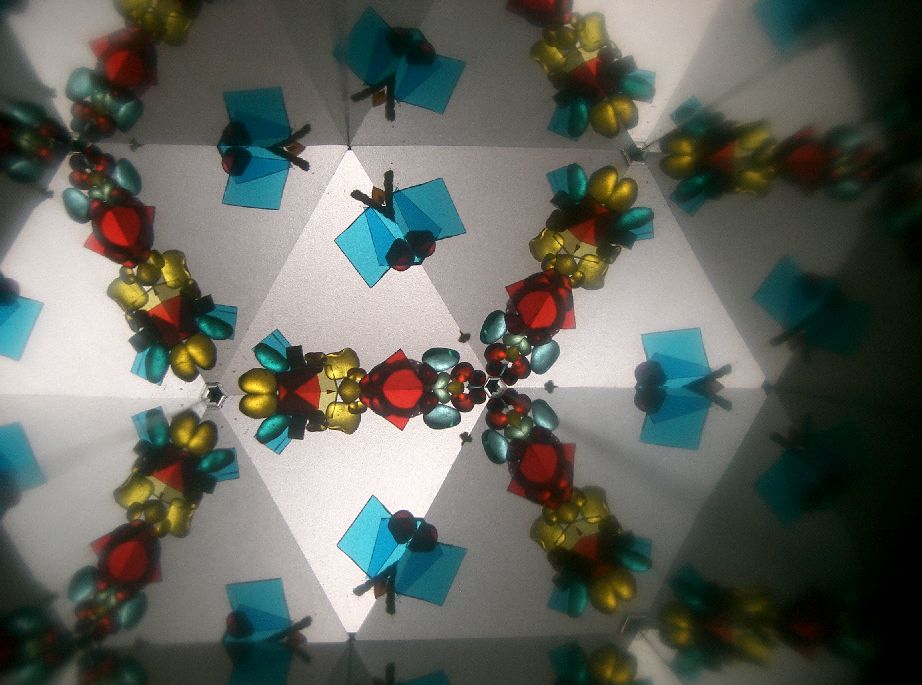
内部2
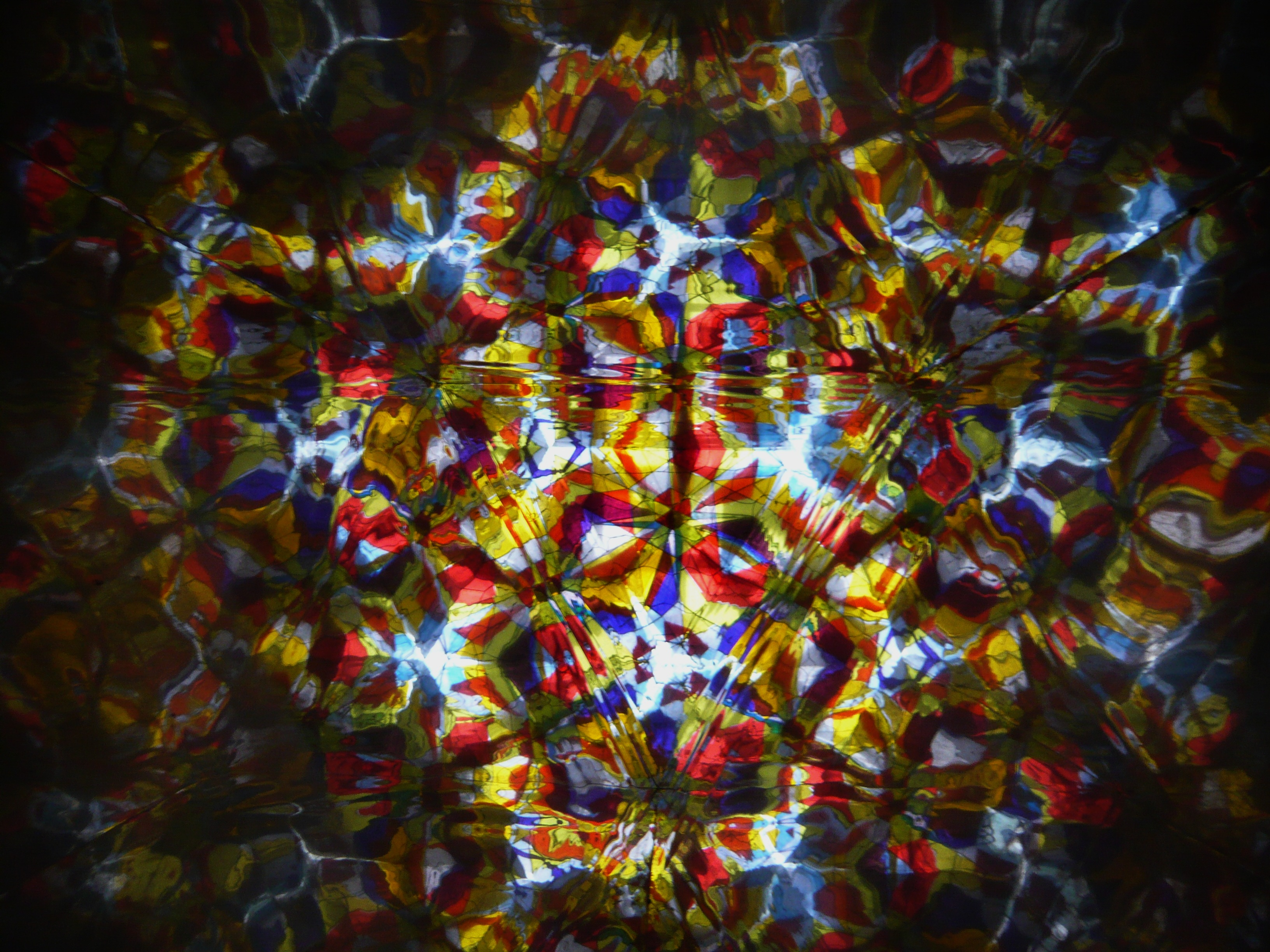
岐阜県百年公園にある巨大万華鏡の内部 （岐阜県関市）